# 經濟部中小及新創企業署
經濟部中小及新創企業署（簡稱中小企業署、中企署），為中華民國經濟部的所屬機關，負責臺灣中小企業與新創企業之產業發展和輔導工作。功能類似於日本中小企業廳。

## 沿革
- 1966年，行政院國際經濟合作發展委員會成立「中小企業輔導工作小組」，舉辦小型工業貸款及週轉業務。
- 1968年，中小企業輔導工作小組改組為「中小企業輔導處」，辦理中小企業調查、發展、研究先進國家之輔導方法，推動技術、管理、財務及合作組織等工作。
- 1970年，中小企業輔導處奉令撤銷，經濟部工業局第六組承接相關業務與輔導工作。
- 1974年，中華民國對外貿易發展協會、中央銀行業務局、財政部錢幣司、經濟部國際貿易局、行政院青年輔導委員會、金屬工業研究發展中心等11個單位成立「中小企業聯合服務中心」，加強輔導中小企業。
- 1981年1月15日，經濟部成立「經濟部中小企業處」，定位為中小企業專責輔導機構。
- 1984年11月28日，《經濟部中小企業處組織條例》公布施行。
- 1991年2月4日，《中小企業發展條例》公布施行。
- 1994年4月8日，行政院成立「行政院中小企業政策審議委員會」，經濟部中小企業處處長兼任行政院中小企業政策審議委員會執行秘書。
- 2001年12月3日，經濟部中小企業處組織重塑，改以功能性質劃分組別及科別，並將原以數字命名之單位名稱修正為以功能命名，成立政策規劃組、經營輔導組、創業育成組、知識資訊組與服務廣宣組。
- 2004年3月1日，經濟部中小企業處組織重塑，新增推動「中小企業人力協助執行計畫」、「微型企業創業貸款輔導服務計畫」、中小企業信用保證基金及台灣中小企業聯合輔導基金會業務，成立財務融通組。
- 2013年1月1日，行政院青年輔導委員會降編為教育部青年發展署，原行政院青年輔導委員會第一處之青年創業及婦女創業業務移撥經濟部中小企業處；經濟部中小企業處成立創業組承接上列業務，並將創業育成組改為創業組。
- 2015年3月13日，配合《經濟及能源部中小企業局處務規程草案》所列之一級業務單位規定設置5組，經濟部中小企業處召開因應組織調整會議，決議於本年5月1日將創業組及育成組合併為創業育成組。7月14日，經濟部中小企業處委託台灣經濟研究院設立之「中小企業研究中心」揭牌[1]。
- 2017年10月18日，原中華民國空軍仁愛營區（空軍總司令部舊址）部分園區移交經濟部中小企業處成立「社會創新實驗中心」，作為社會企業聚落及青年創業基地[2][3]。
- 2023年5月16日，立法院三讀通過《經濟部中小及新創企業署組織法》草案。[4]6月7日，總統令制定公布《經濟部中小及新創企業署組織法》。[5] 9月26日，經濟部中小企業處升格為「經濟部中小及新創企業署」[6]，並接收原經濟部中區、南區聯合服務中心。

## 組織
- 署長一人，職務列簡任第十三職等（兼任行政院中小企業政策審議委員會、中小企業發展基金管理委員會及地方產業發展基金管理會執行秘書）
  - 副署長二人，職務列簡任第十二職等
    - 主任秘書，職務列簡任第十一職等

業務單位
- 綜合企劃組
- 經營輔導組
- 新創育成組
- 財務發展組

行政單位
- 秘書室
- 主計室
- 人事室
- 政風室

派出單位
- 中區服務處
- 南區服務處

相關組織
- 中小企業發展基金管理委員會：監管中小企業發展基金
- 南港生技育成中心：委託財團法人生物技術開發中心營運管理
- 社會創新實驗中心：委由台灣經濟研究院執行
- 中小企業研究中心：委由中華經濟研究院成立

## 歷任首長
處長
- 施顏祥：1992年-1996年
- 黎昌意
- 汪雅康
- 杜紫軍：2003年-2004年
- 賴杉桂：-2012年7月
- 葉雲龍：2012年7月-2017年2月
- 吳明機：2017年2月-2019年2月
- 何晉滄：2019年2月-2023年9月25日

署長
1. 何晉滄：2023年9月26日—2024年5月19日
2. 李冠志：2024年6月28日—現任

## 外部連結
- 經濟部中小及新創企業署 （页面存档备份，存于）
- YouTube經濟部中小及新創企業署官方頻道 （页面存档备份，存于）
- Queens’ Talk 書香茶會，在LIVEhouse.in上播出